# Sociedad Imperial de Fomento de las Artes

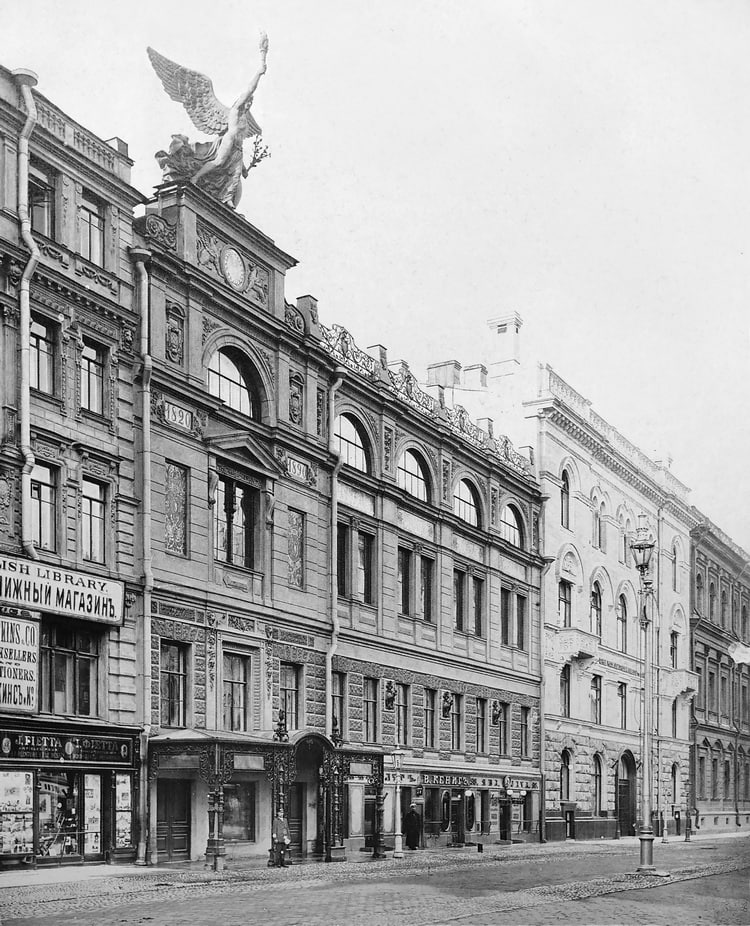
Edificio de la Sociedad en 1912. Estaba en la calle Bolchaïa Morskaïa de San Petersburgo.

La Sociedad Imperial de Fomento de las Artes (en ruso: Императорское общество поощрения художеств) (ОПХ) fue una organización dirigida a la difusión del arte que existió en San Petersburgo entre 1820 y 1929. Fue la sociedad más antigua de su tipo en Rusia. A partir de 1882 su nombre se cambió por "Sociedad para estimular a los artistas".

## Historia
La compañía fue fundada por un grupo de mecenas, entre los que se encontraban Ivan Gagarin, Piotr Kikin y Alexander Dmitriev-Mamonov, para colaborar en el desarrollo de las bellas artes, la difusión de conocimientos relacionados con el arte y formación de pintores y escultores. El emperador Nicolás I de Rusia confirmó su creación mediante una ley del 28 de abril de 1833 y la colocó bajo su protección personal.
Incluso antes de su formalización en 1833, algunos jóvenes artistas se beneficiaron de becas de esta sociedad para estancias de formación en el extranjero, entre ellos se encuentran Karl Bryullov y Alexander Brullov en 1822, Alexander Ivanov en 1827 o  Alexey Tyranov en 1830. Durante muchos años, bastantes estudiantes de la Academia de Bellas Artes recibieron apoyo material: Vasily Vereshchagin, Firs Yuravliov, Peter von Clodt Jürgensburg, Mijail Klodt, Ivan Kramskoi, Lev Lagorio, Kirill Lemokh, Konstantin Makovsky, Leonid Solomatkin, Konstantin Flavitsky, Pavel Chistyakov y otros.

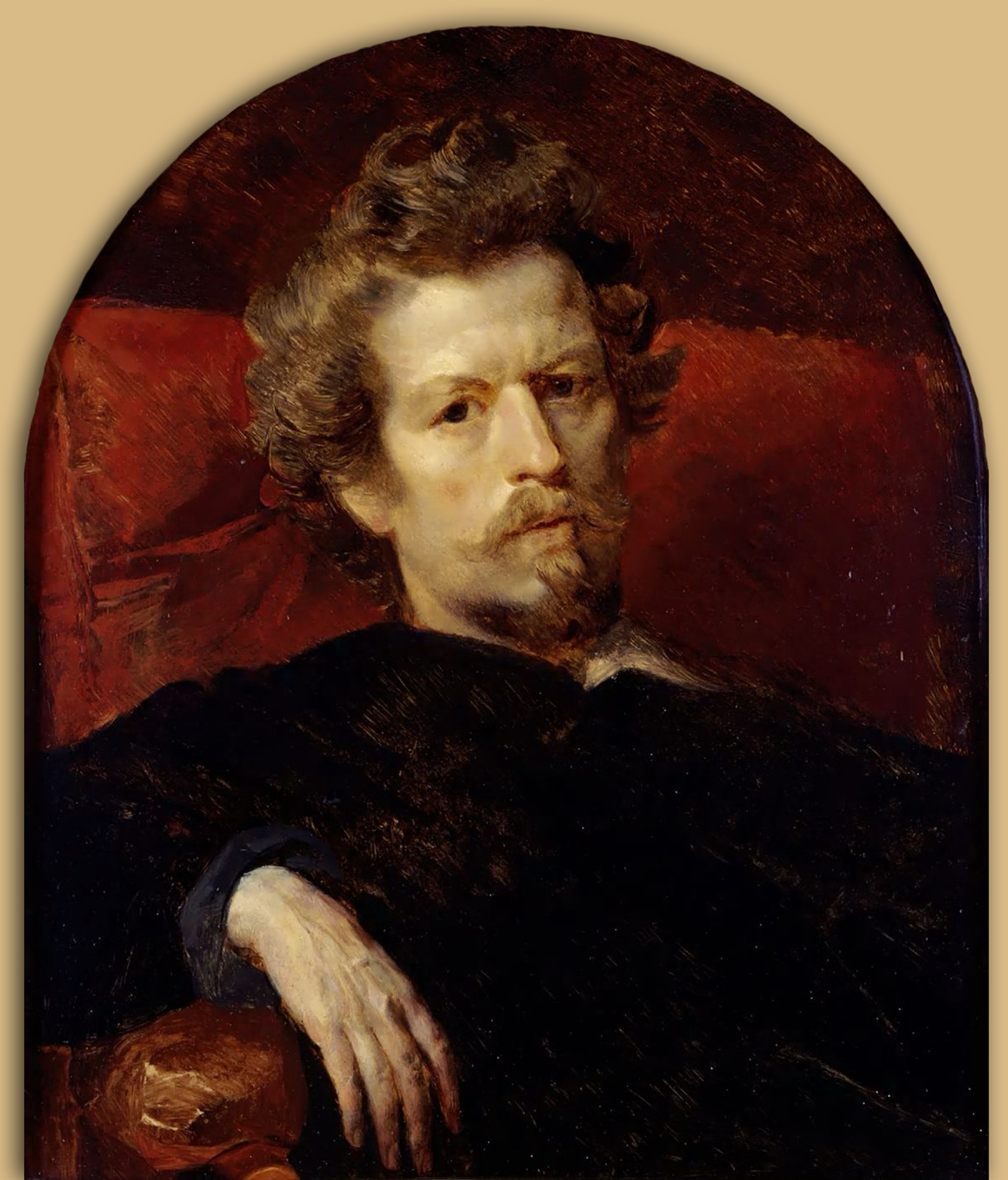
Karl Brioullov

La sociedad jugó un papel clave en la difusión de las obras a través de su reproducción mediante el grabado, la litografía o la xilografía.

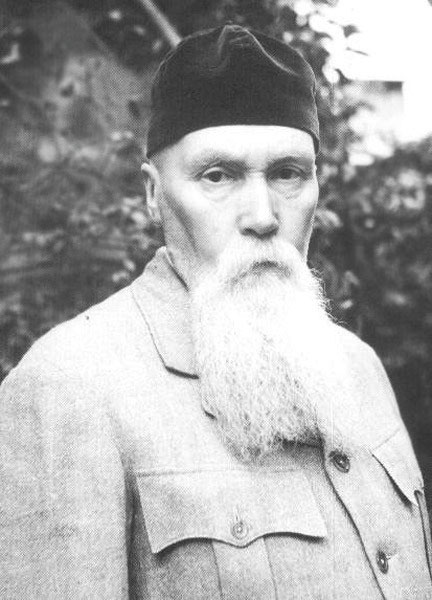
Nicolás Roerich

La Sociedad contaba con una escuela con talleres, una biblioteca y una exposición permanente de pintura y a partir de 1870 con un museo.
Desde 1860 la Sociedad organizaba un concurso anual de pintura y artes aplicadas, con diferentes premios en metálico y con el nombre de artistas reconocidos. Los premios eran: premio Vasily Botkin para la pintura de género; premio Conde Sergey Grigoryevich Stroganoff para los paisajes; premio conde Pavel Stroganov para el modelado; premio Viktor Gaevski para la pintura histórica; premio princesa Eugenia Maximilianovna de Leuchtenberg para el grabado en madera.
En cuanto a los datos societarios al comenzar el siglo XX se sabe que el capital de la Sociedad a 1 de septiembre de 1900 ascendía a 211.039 rublos. Los ingresos del ejercicio 1900-1901 ascendieron a 101.077 rublos y los gastos fueron 101.032 rublos. Las exposiciones organizadas por la Sociedad atrajeron a 56.000 visitantes y se vendieron obras de pintores por valor de 33.900 rublos. Con fecha del 1 de enero de 1901, tenía entre sus miembros: 14 personas de la familia imperial, 74 miembros activos, 173 personas de personal y 261 miembros. A partir de 1878 fue la princesa Eugenia Maximilianovna de Leuchtenberg la que ejerció la Presidencia de la Sociedad.
En 1892, el comité organizador publicó una revista llamada "Las bellas artes y la industria", que en 1901 se convirtió en la revista mensual "Tesoros artísticos rusos" teniendo como editores a Alexandre Benois y AV Prakhov.
Desde 1840 la gestión de la Compañía es realizada por los miembros de la familia imperial, el duque Maximiliano de Leuchtenberg hasta 1851, su viuda la gran princesa María Nikolaevna de Rusia hasta 1875, su hija la princesa Eugenia Maximilianovna de Leuchtenberg hasta 1915, el gran príncipe Gran Duque Pedro Románov hasta 1917.

## Escuela de dibujo
La Escuela de la Sociedad fue creada oficialmente por un decreto de Nicolás I de Rusia del 29 de septiembre de 1839. Al principio la escuela solo enseñó croquis, dibujo y modelado. El objetivo fue capacitar artistas para colaborar en la industria y la artesanía, así como formar maestros para estas escuelas. Se admitían estudiantes durante todo el año. La educación era gratuita. Sin embargo, a partir de 1857 se debía pagar, a excepción de aquellos alumnos que dispusiesen de probadas capacidades. En 1889 se abrieron, en los suburbios de la ciudad, las primeras secciones para los niños pequeños.
En 1906 Nicolás Roerich fue nombrado director de la escuela. Creó talleres técnicos: de costura y tejeduría (1908), de iconografía (1909), de cerámica y de pintura sobre porcelana (1910), de moneda (1913), etc. Se invitó a Sergei Makovsky para impartir un curso de historia del arte. Además Roerich consiguió que los profesores Ivan Bilibin, Dmitry Kardovsky, Arkadi Rylov y Alekséi Shchúsev vinieron a enseñar en la escuela.
Después de la Revolución de Octubre, en julio de 1918, todos los objetivos de la escuela se organizaron como un "Curso de pintura y dibujo técnico" que se impartía en la Avenida Liteyny, con carácter gratuito y que posteriormente quedó a cargo de la "Escuela de Arte de Leningrado Valentín Serov"